# 帕塔达卡尔建筑群
帕塔达卡尔建筑群位于印度的卡纳塔克邦，由九座印度教神殿和一座耆那教神殿组成。其中最为突出的维鲁巴克沙神庙（Virupaksha Temple）建于公元740年左右，是罗卡玛哈德维王后为纪念她的丈夫战胜南方的国王们而建的。帕塔达卡尔建筑群的建筑风格兼具印度南北方的建筑形式，代表了公元7世纪至8世纪遮娄其王朝时期建筑艺术的顶峰。

## 位置
该建筑群位于卡纳塔克邦巴加尔果特县的帕塔达卡尔村，坐落在玛拉普拉巴河的左岸，距离同样以遮娄其遗迹闻名的城镇巴达米22公里，距离班加罗尔514公里。

## 历史
帕塔达卡尔是巴达米的遮娄其诸王加冕的地点，在公元6-8世纪是统治南印度的遮娄其王朝的首都。帕塔达卡尔共有十座神庙，九座为印度教神庙，一座为耆那教神庙，其建筑风格各有不同。九座印度教神庙中有四座为印度北方雅利安建筑风格，另外四座为南印度达罗毗荼风格，还有一座帕帕纳撒神庙（Papanatha temple）同时结合了两种风格。历史最悠久的桑迦梅斯瓦拉神庙（Sangameshvara Temple）大约建于公元720年。建于公元740年左右的维鲁巴克沙神庙是帕塔达卡尔建筑群中最大的建筑，与之几乎同时修建的还有一座名为马里喀居纳的神庙（Mallikarjuna Temple）。这两座神庙都是维克拉姆帝亚二世的王后为了纪念他战胜跋羅婆王朝并占领甘吉布勒姆而建的。耆那教神庙则建于公元9世纪左右。

## 卡纳达语铭文
帕塔达卡尔建筑群有许多卡纳达语的铭文，其中最为重要的铭文位于维鲁巴克沙神庙的胜利石柱。该铭文铭刻于8世纪，是罗卡玛哈德维王后为了纪念她的丈夫，维克拉姆帝亚二世战胜跋羅婆王朝并占领甘吉布勒姆而建的。

## 登録过程
- 1987年。在联合国教科文组织第11次世界遗产委员会会议作为文化遗产列入《世界遗产名录》[1]。

## 登录基准
该世界遗产被认为满足世界遺產登錄基準中的以下基準而予以登錄：
- （iii）呈现有关现存或者已经消失的文化传统、文明的独特或稀有之证据。
- （iv）关于呈现人类历史重要阶段的建筑类型，或者建筑及技术的组合，或者景观上的卓越典范。

- 胜利石柱上的卡纳达语铭文
- 桑迦梅斯瓦拉神庙
- 维鲁巴克沙神庙
- 耆那神殿